# Calliphora malayana
Calliphora malayana är en tvåvingeart som beskrevs av Malloch 1927. Calliphora malayana ingår i släktet Calliphora och familjen spyflugor. Inga underarter finns listade i Catalogue of Life.